# Cor de Sir Rory Mor
 (juillet 2023).
La mise en forme du texte ne suit pas les recommandations de Wikipédia : il faut le « wikifier ».
Les points d'amélioration suivants sont les cas les plus fréquents. Le détail des points à revoir est peut-être précisé sur la page de discussion.
- Les titres sont pré-formatés par le logiciel. Ils ne sont ni en capitales, ni en gras.
- Le texte ne doit pas être écrit en capitales (les noms de famille non plus), ni en gras, ni en italique, ni en « petit »…
- Le gras n'est utilisé que pour surligner le titre de l'article dans l'introduction, une seule fois.
- L'italique est rarement utilisé : mots en langue étrangère, titres d'œuvres, noms de bateaux, etc.
- Les citations ne sont pas en italique mais en corps de texte normal. Elles sont entourées par des guillemets français : « et ».
- Les listes à puces sont à éviter, des paragraphes rédigés étant largement préférés. Les tableaux sont à réserver à la présentation de données structurées (résultats, etc.).
- Les appels de note de bas de page (petits chiffres en exposant, introduits par l'outil «  Source ») sont à placer entre la fin de phrase et le point final[comme ça].
- Les liens internes (vers d'autres articles de Wikipédia) sont à choisir avec parcimonie. Créez des liens vers des articles approfondissant le sujet. Les termes génériques sans rapport avec le sujet sont à éviter, ainsi que les répétitions de liens vers un même terme.
- Les liens externes sont à placer uniquement dans une section « Liens externes », à la fin de l'article. Ces liens sont à choisir avec parcimonie suivant les règles définies. Si un lien sert de source à l'article, son insertion dans le texte est à faire par les notes de bas de page.
- La présentation des références doit suivre les conventions bibliographiques. Il est recommandé d'utiliser les modèles {{Ouvrage}}, {{Chapitre}}, {{Article}}, {{Lien web}} et/ou {{Bibliographie}}. Le mode d'édition visuel peut mettre en forme automatiquement les références.
- Insérer une infobox (cadre d'informations à droite) n'est pas obligatoire pour parachever la mise en page.

Pour une aide détaillée, merci de consulter Aide:Wikification.
Si vous pensez que ces points ont été résolus, vous pouvez retirer ce bandeau et améliorer la mise en forme d'un autre article.

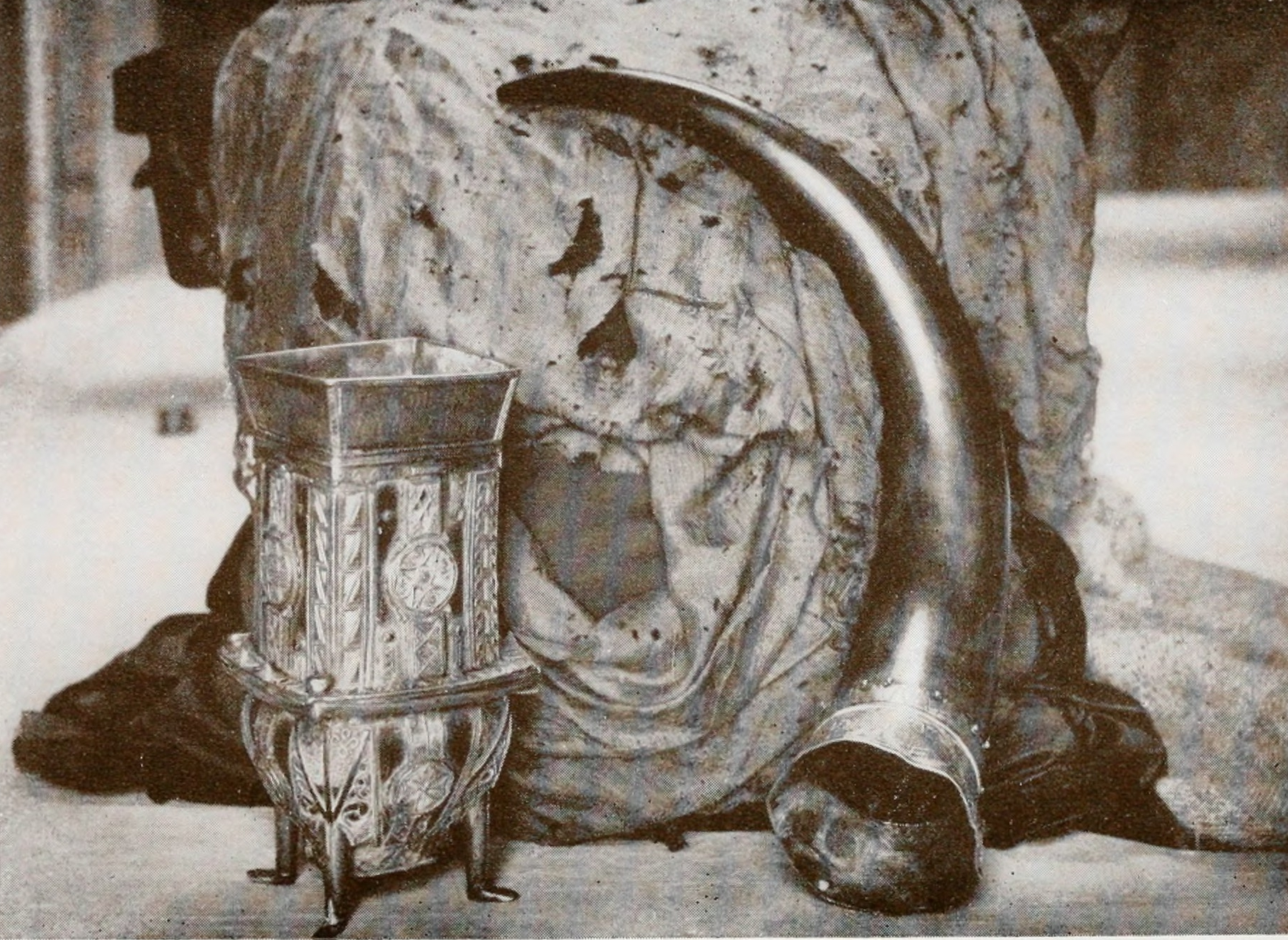
Photo de la coupe Dunvegan, du drapeau des fées et de la corne de Sir Rory Mor, quelque temps avant 1927.

La corne de Sir Rory Mor est une corne à boire, l'un des nombreux héritages des MacLeods de Dunvegan, chefs du clan MacLeod. La coutume du clan est que chaque chef successif doit boire une pleine mesure de vin dans la corne pour prouver sa virilité. L'ouvrage sur la corne a permis de la dater au XVIe siècle, et par certains chercheurs au Xe siècle. Les chefs MacLeod possèdent plusieurs autres héritages notables qui, comme la corne de Sir Rory Mor, sont conservés au château de Dunvegan, tels que le drapeau des fées et la coupe Dunvegan (photo de droite).
La corne de Sir Mor est une corne à boire, faite d'une corne de bœuf, orné d'une pointe en argent. Le bord de l'embouchure de la corne est épais, et sept médaillons y sont imprimés. Sur trois des médaillons se trouvent des bêtes, sur trois autres des motifs, et sur le septième qui sert de médaillon de jonction se trouvent à la fois un motif et une bête. RC MacLeod a considéré que l'œuvre était nordique et a déclaré que le cor datait du Xe siècle. La corne a une contenance d'environ 1.1 litre ("2 imperial pints" en anglais, soit deux pintes impériales) . La coutume du clan MacLeod est que chaque nouveau chef, lorsqu'il atteint "l'âge de la virilité", doit vider d'un seul trait, la corne au préalable remplie à ras bord. La corne porte le nom de Sir Ruairidh Mòr MacLeòid ( c. 1562 -1626), le 15e chef du clan MacLeod.
Les opinions divergent concernant la datation de la corne. En 1927, RC MacLeod a déclaré qu'elle datait du Xe siècle. Le professeur Brögger, d'Oslo, allait dans le même sens en la datant du Xe siècle lui aussi, et confirmant son origine nordique. Le professeur Callander, d'Édimbourg, lui a trouvé des liens avec d'autres objets trouvés en Écosse, et l'a datée du XVIe siècle.
En 1906, RC MacLeod a noté que lorsque la corne était encore utilisée, la plus grande partie avait été remplie d'un liquide qu'il qualifie comme n'étant "qu'une boisson modérée que les chefs d'aujourd'hui doivent encore boire. Avec quel mépris, avec quel mépris ces sévères guerriers du passé considéreraient-ils les piètres performances de leurs descendants". En 1956, Elizabeth II et le Prince Philip ont visité le château de Dunvegan. À cette occasion, John, le petit-fils maternel de la cheffe de clan Dame Flora MacLeod de MacLeod, a été mis au défi de boire le cor rempli de bordeaux - ce qu'il a fait en une minute 57 secondes,.

Les armoiries familiales du clan MacLeod contiennent la tête de taureau et la devise "tiens bon".

Le manuscrit de Bannatyne date d'environ 1830 et on pense qu'il a  été écrit par le Dr William MacLeod Bannatyne,. RC MacLeod précise que le manuscrit contient une légende à propos de l'origine de la corne. Cette légende conte qu'une nuit, Malcolm (1296-1370), le 3e chef du clan MacLeod, revint d'un rendez-vous galant avec une femme de la famille Campbell, qui s'avérait être la femme du chef des Fraser qui possédait les terres de Glenelg . Cette nuit-là, Malcolm rencontra un taureau qui vivait dans les bois de Glenelg et qui avait terrorisé les habitants des bourgs alentour. Armé d'un simple poignard, Malcolm tua le taureau et brisa une de ses cornes. Le chef MacLeod emporta alors la corne à Dunvegan en guise de trophée pour exposer ses prouesses. Devant cet acte de bravoure, la femme de Fraser quitta son mari pour Malcolm, déclenchant ainsi une longue querelle de clan entre les Fraser et les MacLeod. La légende veut que depuis, la corne est restée à Dunvegan et fut convertie en une corne à boire, que chaque chef doit boire d'un trait. Le manuscrit stipule que depuis la victoire de Malcolm face au taureau, la famille des MacLeod a utilisé une tête de taureau comme écusson héraldique, avec la devise "tiens bon".
RC MacLeod a souligné une autre légende évoquant un taureau et la devise des chefs du clan, mais pas la corne à boire. La légende dit qu'un jour, le 12e chef du clan MacLeod Tormod (c. 1509-1584) était reçu par Argyll, chef du clan Campbell, au château d'Inveraray. Au cours de sa visite, le chef MacLeod apprit que l'un des membres de son clan était un criminel qui avait été condamné à être encorné à mort par un taureau. Le chef MacLeod a fait appel à Argyll, mais le chef Campbell répondit qu'il était trop tard et que rien ne pouvait sauver le membre du clan MacLeod. Tormod sauta alors sur le ring où était le taureau et, armé seulement de sa dague, attaqua la bête. Le saisissant par les cornes, il cria "Tiens bon!" et sauva ainsi le membre du clan.
Le Skeabost Horn était le trophée décerné aux champions de la Ligue du Sud de shinty (un sport collectif d'origine écossaise), et il est basé sur le cor de Rory Mor. Le Skeabost Horn n'est plus remis comme prix, mais il est en la possession de Jack Asher.